# محمد بن حمد الشرقی
محمد بن حمد الشرقی (انگلیسی: Mohammed bin Hamad bin Mohammed Al Sharqi) (زاده ۱۹۸۶) سیاست‌مدار اهل امارات متحده عربی است، که هم‌اکنون ولیعهد حاکم فجیره می‌باشد.